# Codo (ort)
Codo är en ort i Spanien.   Den ligger i provinsen Provincia de Zaragoza och regionen Aragonien, i den nordöstra delen av landet, 270 km öster om huvudstaden Madrid. Codo ligger 380 meter över havet och antalet invånare är 221.
Terrängen runt Codo är huvudsakligen platt, men västerut är den kuperad. Runt Codo är det mycket glesbefolkat, med 6 invånare per kvadratkilometer. Närmaste större samhälle är Belchite, 3,3 km söder om Codo. Omgivningarna runt Codo är i huvudsak ett öppet busklandskap.